# Ivan Jakeš
Ivan Jakeš (n. 23 de octubre de 1973 en Myjava, Eslovaquia) es un piloto de motos eslovaco, que destaca en las especialidades de enduro y raid. Participa ininterrumpidamente en el Rally Dakar desde 2007, llegando a ser 4.º en la general en 2013 y ganando dos etapas en 2015, como mejores logros.

## Biografía
Apasionado de las motos desde pequeño, Jakeš comenzó a prepararse para el Rally Dakar de 2007 en 2006. En la que fuera la última carrera del Dakar en África y primera de Ivan, el eslovaco se vio obligado al abandono tras seis etapas. En 2008 al no a ver Dakar, pudo prepararse mejor para la cita del próximo año que ya sería en Sudamérica.
Las cuatro ediciones siguientes de América del Sur fueron muy duras para él, con tres abandonos, acabando solamente el Rally Dakar de 2009 en la 43.º posición. Además en 2011 y 2012 abandonó cuando marchaba en buenos puestos en la general.
Por fin en la edición de 2013, mostró al mundo lo que era capaz de hacer, ya que capturó un sorprendente 4.º puesto inesperado, el mejor de la historia para un eslovaco, quedándose cerca del Chaleco López.
Al Rally Dakar de 2014, llegaba con mucha ilusión después de su 4.º puesto al año anterior. Después de un muy mal comienzo, se las arregló para subir en la tabla de posiciones para terminar finalmente 11.º.
En el Rally Dakar de 2015, realizó de nuevo una gran carrera, ganando su primera etapa en el Dakar, en la undécima (Salta-Termas de Río Hondo), tras una sanción a Joan Barreda Bort. Hizo una última semana espectacular, ya que en todas las especiales de esa semana acabó dentro del Top 11. Para cerrar el Rally, ganó su última especial en la última etapa, para robarle así el 8.º puesto en la general final a la sorprendente Laia Sanz.

## Participaciones en el Rally Dakar
| Año     | Categoría | Vehículo | Posición | Etapas ganadas |
| ------- | --------- | -------- | -------- | -------------- |
| 2007    | Motos     | KTM      | Ret.     | -              |
| 2009    | Motos     | KTM      | 43.º     | -              |
| 2010    | Motos     | KTM      | Ret.     | -              |
| 2011    | Motos     | Yamaha   | Ret.     | -              |
| 2012    | Motos     | BMW      | Ret.     | -              |
| 2013    | Motos     | KTM      | 4.º      | -              |
| 2014    | Motos     | KTM      | 11.º     | -              |
| 2015    | Motos     | KTM      | 8.º      | 2              |
| 2016    | Motos     | KTM      | Ret.     | -              |
| 2017    | Motos     | KTM      | Ret.     | -              |
| 2019    | Motos     | KTM      | Ret.     | -              |
| 2020    | Motos     | KTM      | Ret.     | -              |
| Fuente: |           |          |          |                |